# Standfussiana carriei
Standfussiana carriei är en fjärilsart som beskrevs av Charles Boursin 1948. Standfussiana carriei ingår i släktet Standfussiana och familjen nattflyn. Inga underarter finns listade i Catalogue of Life.